# Аксютин, Юрий Васильевич
Ю́рий Васи́льевич Аксю́тин (род. 11 августа 1935, Москва, СССР) — советский и российский историк, специалист в области политической истории России XX века. Доктор исторических наук, профессор. Один из авторов «Большой Российской энциклопедии».

## Биография
В 1953 году окончил московскую школу № 203.
В 1958 году окончил Московский государственный историко-архивный институт. 
В 1958—1961 годах — старший инспектор архивного отдела Сахалинского областного исполнительного комитета.
В 1961—1962 годах — старший научный сотрудник Центрального государственного архива кино- и фотодокументов СССР.
В 1967—1971 годах — консультант журнала «Коммунист».
В 1971—1974 годах — консультант журнала «Политическое самообразование».
В 1974—1978 года — редактор Агентства печати «Новости».
В 1977 году в МГУ имени М. В. Ломоносова защитил диссертацию на соискание учёной степени кандидата исторических наук по теме «Борьба большевиков за дальнейшее укрепление революционного единства рабочего класса против мелкобуржуазных партий в первый год Советской власти (Октябрь 1917 — ноябрь 1918 гг.)». 
В 1978—1988 годах — старший преподаватель, доцент Московского автомобильно-дорожного института.
В 1988—1991 годах — доцент Высшей партийной школы при ЦК КПСС.
С 1992 года — заведующий отделом журнала «Панорама».
С 1993 года — сотрудник научного журнала «Власть».
С 1993 года — доцент кафедры Отечественной истории (с 1998 года — кафедры новейшей истории России) Московского государственного областного университета, с 2002 года — профессор.
В 2000 году защитил диссертацию на соискание учёной степени доктора исторических наук по теме «Хрущёвская оттепель и общественные настроения в СССР 1953—1964 гг.». 
Основная область научных интересов: новейшая русская история (краеведение, социальная и политическая история, историческая биография). 
Принадлежит к позитивистской школе.
В молодости увлекался спортом (футбол, баскетбол, конный спорт).

## Научные труды

### Монографии
- Аксютин Ю. В. «Товарищ Хрущёв зазнался…» : к 50-летию июньского пленума ЦК КПСС 1957 года.
- Н. С. Хрущёв. Материалы к биографии. / Сост. Ю. В. Аксютин. — М.: Политиздат, 1989. — 367 с. — ISBN 5-250-00666-3.
- Аксютин Ю. В. Постсталинское общество: проблема лидерства и трансформация власти. М., 1990 (в соавт.).
- Аксютин Ю. В., Волобуев О. В. XX съезд КПСС: новации и догмы. — М.: Политиздат, 1991. — 224 с. ISBN 5-250-00532-2.
- Л. И. Брежнев. Материалы к биографии: сборник очерков, статей, воспоминаний / Р. А. Медведев и др. ; сост. Ю. В. Аксютин]. — М.: Издательство политической литературы, 1991. — 383 с.
- Аксютин Ю. В. Штатский маршал, ставший премьером (Н. А. Булганин).
- Политическая история России. Ч. 4. М., 1998 (чл. авт. кол.).
- Аксютин Ю. В. 1937 год. М., 2007.
- Аксютин Ю. В. «В Москве хорошая погода», или Почему Хрущёва отправили в отставку. М., 2008.
- Аксютин Ю. В. Мятеж Чехословацкого корпуса. М., 2008.
- Аксютин Ю. В. Хрущёвская «оттепель» и общественные настроения в СССР в 1953—1964 гг. — М.: РОССПЭН, 2004. — 487 с. — ISBN 5-8243-0496-3.

Рец.: Абрамова Ю. А. [Рецензия] // Отечественная история. — 2005. — № 2. — С. 208—210. — ISSN 0869-5687.
- Аксютин Ю. В., Волобуев О. В., Журавлёв В. В. Леонид Ильич Брежнев: человек в политике и политика в человеке. — М.: МГОУ, 2013. — 227 с.
- Аксютин Ю. В. Послеоктябрьское похмелье гегемона: рабочий класс и политические партии России в первый год советской власти (ноябрь 1917 — конец 1918 гг.). — М.: МГОУ, 2013. — 407 с. -- ISBN 978-5-7017-2174-4.
- Аксютин Ю. В., Гердт Н. Е. Русская интеллигенция и революция 1917 года: в хаосе событий и в смятении чувств. — М.: РОССПЭН, 2017. — 703 с. -- ISBN 978-5-8243-2106-7.
- Аксютин Ю. В. Между отчаянием и восторгом: Русская интеллигенция после революции 1917 года: монография. — М.: МГОУ, 2017. — 219 с. -- ISBN 978-5-7017-2729-6 .

### Статьи
- А. М. Коллонтай // Пропагандисты ленинской школы. М., 1975 (2-е и 3-е изд. М., 1979, 1985);
- А. П. Шляпников // Факел. Ист. рев. Альманах. М., 1990, 1991;
- Политические реалии послевоенного периода. «Либеральная весна» и её политическая судьба // Политическая история Россия-СССР-РФ М., 1996
- Новое о XX съезде КПСС // Отечественная история. — 1998. — № 2. — С. 108—123.
- Политический архив XX века. Советская интеллигенция, Лубянка и Старая площадь в 1960-х — 1980-х годах // Вопросы истории. — 2005. — № 9. — С. 3—26. — ISSN 0042-8779. (Предисловие. — С. 3—4).
- «В Москве хорошая погода», или почему Н. С. Хрущева отправили в отставку // Исторический архив. — 2008. — № 5. — С. 215—221. — ISSN 0869-6322.
- Тетради (журналы) записей лиц, принятых И. В. Сталиным. 1924—1953 гг. // Исторический архив. — 2009. — № 3. — С. 211—221.
- Хрущёвское «Великое десятилетие» в документах Президиума ЦК КПСС // Исторический архив. — 2010. — № 4. — С. 208—217.
- Уничтожал ли Хрущёв архивы? // Документ. Архив. Информационное общество: материалы III-ей Международной научно-практической конференции, Москва, Российский государственный гуманитарный университет, 28 сентября 2017 г. — М.: ТЕРМИКА.РУ, 2018. — C. 130--138.

Большая Российская энциклопедия
- Зиновьев, Григорий Евсеевич : [арх. 29 ноября 2022] / Аксютин Ю. В. // Железное дерево — Излучение. — М. : Большая российская энциклопедия, 2008. — С. 495—496. — (Большая российская энциклопедия : [в 35 т.] / гл. ред. Ю. С. Осипов ; 2004—2017, т. 10). — ISBN 978-5-85270-341-5.
- Каганович, Лазарь Моисеевич : [арх. 26 ноября 2022] / Аксютин Ю. В. // Исландия — Канцеляризмы. — М. : Большая российская энциклопедия, 2008. — С. 370. — (Большая российская энциклопедия : [в 35 т.] / гл. ред. Ю. С. Осипов ; 2004—2017, т. 12). — ISBN 978-5-85270-343-9.
- Каменев, Лев Борисович : [арх. 3 декабря 2022] / Аксютин Ю. В. // Исландия — Канцеляризмы. — М. : Большая российская энциклопедия, 2008. — С. 600. — (Большая российская энциклопедия : [в 35 т.] / гл. ред. Ю. С. Осипов ; 2004—2017, т. 12). — ISBN 978-5-85270-343-9.
- Косиор, Станислав Викентьевич : [арх. 17 октября 2022] / Аксютин Ю. В. // Конго — Крещение. — М. : Большая российская энциклопедия, 2010. — С. 411. — (Большая российская энциклопедия : [в 35 т.] / гл. ред. Ю. С. Осипов ; 2004—2017, т. 15). — ISBN 978-5-85270-346-0.
- Косыгин, Алексей Николаевич : [арх. 15 июня 2024] / Аксютин Ю. В. // Конго — Крещение. — М. : Большая российская энциклопедия, 2010. — С. 490. — (Большая российская энциклопедия : [в 35 т.] / гл. ред. Ю. С. Осипов ; 2004—2017, т. 15). — ISBN 978-5-85270-346-0.
- Куйбышев, Валериан Владимирович : [арх. 7 декабря 2022] / Аксютин Ю. В. // Крещение Господне — Ласточковые. — М. : Большая российская энциклопедия, 2010. — С. 273. — (Большая российская энциклопедия : [в 35 т.] / гл. ред. Ю. С. Осипов ; 2004—2017, т. 16). — ISBN 978-5-85270-347-7.
- Куусинен, Отто Вильгельмович : [арх. 5 декабря 2022] / Аксютин Ю. В., Рогинский В. В. // Крещение Господне — Ласточковые. — М. : Большая российская энциклопедия, 2010. — С. 478. — (Большая российская энциклопедия : [в 35 т.] / гл. ред. Ю. С. Осипов ; 2004—2017, т. 16). — ISBN 978-5-85270-347-7.
- Лихачёв, Иван Алексеевич : [арх. 17 октября 2022] / Аксютин Ю. В. // Лас-Тунас — Ломонос. — М. : Большая российская энциклопедия, 2010. — С. 675. — (Большая российская энциклопедия : [в 35 т.] / гл. ред. Ю. С. Осипов ; 2004—2017, т. 17). — ISBN 978-5-85270-350-7.
- Лобов, Семён Семёнович : [арх. 17 октября 2022] / Аксютин Ю. В. // Лас-Тунас — Ломонос. — М. : Большая российская энциклопедия, 2010. — С. 718. — (Большая российская энциклопедия : [в 35 т.] / гл. ред. Ю. С. Осипов ; 2004—2017, т. 17). — ISBN 978-5-85270-350-7.
- Лозовский, Соломон Абрамович : [арх. 17 октября 2022] / Аксютин Ю. В. // Лас-Тунас — Ломонос [Электронный ресурс]. — 2010. — С. 756—757. — (Большая российская энциклопедия : [в 35 т.] / гл. ред. Ю. С. Осипов ; 2004—2017, т. 17). — ISBN 978-5-85270-350-7.
- Молотов, Вячеслав Михайлович : [арх. 19 октября 2022] / Аксютин Ю. В. // Меотская археологическая культура — Монголо-татарское нашествие. — М. : Большая российская энциклопедия, 2012. — С. 697. — (Большая российская энциклопедия : [в 35 т.] / гл. ред. Ю. С. Осипов ; 2004—2017, т. 20). — ISBN 978-5-85270-354-5.
- Ногин, Виктор Павлович : [арх. 17 октября 2022] / Аксютин Ю. В. // Николай Кузанский — Океан. — М. : Большая российская энциклопедия, 2013. — С. 258—259. — (Большая российская энциклопедия : [в 35 т.] / гл. ред. Ю. С. Осипов ; 2004—2017, т. 23). — ISBN 978-5-85270-360-6.
- Орджоникидзе, Григорий Константинович : [арх. 4 декабря 2020] / Аксютин Ю. В. // Океанариум — Оясио. — М. : Большая российская энциклопедия, 2014. — С. 370. — (Большая российская энциклопедия : [в 35 т.] / гл. ред. Ю. С. Осипов ; 2004—2017, т. 24). — ISBN 978-5-85270-361-3.
- Первухин, Михаил Георгиевич : [арх. 15 июня 2024] / Аксютин Ю. В. // П — Пертурбационная функция. — М. : Большая российская энциклопедия, 2014. — С. 611—612. — (Большая российская энциклопедия : [в 35 т.] / гл. ред. Ю. С. Осипов ; 2004—2017, т. 25). — ISBN 978-5-85270-362-0.
- Пономарёв, Борис Николаевич : [арх. 17 октября 2022] / Аксютин Ю. В. // Полупроводники — Пустыня. — М. : Большая российская энциклопедия, 2015. — С. 120. — (Большая российская энциклопедия : [в 35 т.] / гл. ред. Ю. С. Осипов ; 2004—2017, т. 27). — ISBN 978-5-85270-364-4.
- Пономаренко, Пантелеймон Кондратьевич : [арх. 19 октября 2022] / Аксютин Ю. В. // Полупроводники — Пустыня. — М. : Большая российская энциклопедия, 2015. — С. 121. — (Большая российская энциклопедия : [в 35 т.] / гл. ред. Ю. С. Осипов ; 2004—2017, т. 27). — ISBN 978-5-85270-364-4.
- Поспелов, Пётр Николаевич : [арх. 15 июня 2024] / Аксютин Ю. В. // Полупроводники — Пустыня. — М. : Большая российская энциклопедия, 2015. — С. 253. — (Большая российская энциклопедия : [в 35 т.] / гл. ред. Ю. С. Осипов ; 2004—2017, т. 27). — ISBN 978-5-85270-364-4.
- Постышев, Павел Петрович : [арх. 18 октября 2022] / Аксютин Ю. В. // Полупроводники — Пустыня. — М. : Большая российская энциклопедия, 2015. — С. 271. — (Большая российская энциклопедия : [в 35 т.] / гл. ред. Ю. С. Осипов ; 2004—2017, т. 27). — ISBN 978-5-85270-364-4.
- Пятницкий, Иосиф Аронович : [арх. 19 октября 2022] / Аксютин Ю. В. // Пустырник — Румчерод. — М. : Большая российская энциклопедия, 2015. — С. 93. — (Большая российская энциклопедия : [в 35 т.] / гл. ред. Ю. С. Осипов ; 2004—2017, т. 28). — ISBN 978-5-85270-365-1.
- Раковский, Христиан Георгиевич : [арх. 21 февраля 2023] / Аксютин Ю. В. // Пустырник — Румчерод. — М. : Большая российская энциклопедия, 2015. — С. 200—201. — (Большая российская энциклопедия : [в 35 т.] / гл. ред. Ю. С. Осипов ; 2004—2017, т. 28). — ISBN 978-5-85270-365-1.
- Раскольников, Фёдор Фёдорович : [арх. 21 октября 2022] / Аксютин Ю. В. // Пустырник — Румчерод. — М. : Большая российская энциклопедия, 2015. — С. 226—227. — (Большая российская энциклопедия : [в 35 т.] / гл. ред. Ю. С. Осипов ; 2004—2017, т. 28). — ISBN 978-5-85270-365-1.
- Рудзутак, Ян Эрнестович : [арх. 2 декабря 2022] / Аксютин Ю. В. // Пустырник — Румчерод. — М. : Большая российская энциклопедия, 2015. — С. 746. — (Большая российская энциклопедия : [в 35 т.] / гл. ред. Ю. С. Осипов ; 2004—2017, т. 28). — ISBN 978-5-85270-365-1.
- Рыков, Алексей Иванович : [арх. 2 декабря 2022] / Аксютин Ю. В. // Румыния — Сен-Жан-де-Люз. — М. : Большая российская энциклопедия, 2015. — С. 121—122. — (Большая российская энциклопедия : [в 35 т.] / гл. ред. Ю. С. Осипов ; 2004—2017, т. 29). — ISBN 978-5-85270-366-8.
- Свердлов, Яков Михайлович : [арх. 21 октября 2022] / Аксютин Ю. В. // Румыния — Сен-Жан-де-Люз. — М. : Большая российская энциклопедия, 2015. — С. 514. — (Большая российская энциклопедия : [в 35 т.] / гл. ред. Ю. С. Осипов ; 2004—2017, т. 29). — ISBN 978-5-85270-366-8.
- Смирнов, Иван Никитич : [арх. 21 октября 2022] / Аксютин Ю. В. // Сен-Жерменский мир 1679 — Социальное обеспечение. — М. : Большая российская энциклопедия, 2015. — С. 481—482. — (Большая российская энциклопедия : [в 35 т.] / гл. ред. Ю. С. Осипов ; 2004—2017, т. 30). — ISBN 978-5-85270-367-5.
- Суслов, Михаил Андреевич : [арх. 16 июля 2024] / Аксютин Ю. В. // Социальное партнёрство — Телевидение. — М. : Большая российская энциклопедия, 2016. — С. 458. — (Большая российская энциклопедия : [в 35 т.] / гл. ред. Ю. С. Осипов ; 2004—2017, т. 31). — ISBN 978-5-85270-368-2.

### Научно-популярные публикации
- Послевоенные надежды // Родина. — 1993. — № 12. — С. 41—42. — ISSN 0235-7089.
- Лечение после смерти // Родина. — 1995. — № 8. — С. 64—67.

### Справочные издания
- Политические деятели России, 1917 : Биогр. слов. / Центр полит. и экон. истории России Рос. независимого ин-та социал. и нац. пробл., Науч. совет Рос. акад. наук по пробл. «История революций в России»; Гл. ред. П. В. Волобуев. — М. : Большая рос. энцикл., 1993. — 432 с. с. — 25 000 экз. — ISBN 5-85270-137-8. (Зиновьев Г. Е. — С. 117—121; Каменев Л. Б. — С. 131—136).